# Cancer irroratus
Espèce
Cancer irroratus est une espèce de crabes de la famille des Cancridae. Il est appelé « crabe tourteau commun », « crabe commun », ou « crabe de roche » au Canada.

## Distribution
Cette espèce se rencontre du Labrador à la Floride.

## Référence
- Say, 1817 : An account of the Crustacea of the United States. Journal of the Academy of Natural Science, Philadelphia, vol. 1, p. 155–169.